# Hiroyuki Kimura
Hiroyuki Kimura (木村 浩之 Kimura Hiroyuki, nacido el 1 de junio de 1965 en la prefectura de Ishikawa) es un productor y director de videojuegos japonés que trabaja para Nintendo. Kimura se unió a la compañía como aprendiz en 1988, y diseñó los personajes de Super Mario Bros. 3. Después de eso, fue asignado originalmente a Gunpei Yokoi y al equipo de Nintendo R&D1. Kimura diseñó una variedad de juegos para Nintendo, incluyendo varios del software NES Zapper y la serie Metroid. Poco después de trabajar en Super Metroid, Kimura fue transferido a Shigeru Miyamoto y al grupo Nintendo EAD.

## Obras
- Super Mario Bros. 3 (1988) - diseñador de personajes
- Metroid 2 (1991) - director, diseñador
- Super Metroid (1994) - diseñador
- Mario Clash (1995) - director, diseñador
- Wave Race 64 (1996) - diseñador
- Mario Artist: Talent Studio (2000) - director
- Super Mario Advance (2001) - director
- Mario Kart: Super Circuit (2001) - supervisor
- Super Mario Advance 2 (2001) - director
- Super Mario Advance 3 (2002) - director
- Super Mario Advance 4 (2003) - director
- Yoshi Touch & Go (2005) - director
- Big Brain Academy (2006) - productora
- New Super Mario Bros. (2006) - productor
- Big Brain Academy: Wii Degree (2007) - productora
- New Play Control: Pikmin (2008) - productor
- New Play Control: Pikmin 2 (2009) - productora
- New Super Mario Bros. Wii (2009) - productora
- New Super Mario Bros. 2 (2012) - coproductor
- New Super Mario Bros. U (2012) - coproductor
- Pikmin 3 (2013) - productor
- Super Mario Maker (2015) - coproductor